# John Moore (Bühnenbildner)
John Moore (geboren 1924 in Tryon (North Carolina) als Sir John Drake Moore; gestorben am 27. September 2006 in Lugano) war ein US-amerikanischer Bühnen- und Kostümbildner in Film, Oper und Schauspiel, der viele Jahre lang eng mit seinem Lebenspartner Veniero Colasanti zusammenarbeitete.

## Leben
Er studierte an der Oxford University und zog schließlich nach Rom.
Moore wurde 1962 – gemeinsam mit Colasanti – für einen Oscar in der Kategorie Bestes Szenenbild für den Film El Cid nominiert. Auch stattete er die Filme A Farewell to Arms, 55 Days at Peking, Der Untergang des Römischen Reiches und Nina – Nur eine Frage der Zeit aus.
1968 wurde er gemeinsam mit seinem Partner von den Salzburger Festspielen eingeladen, die Ausstattung für Emilio de’ Cavalieris Rappresentatione di Anima, et di Corpo (1600) zu gestalten; 1973 folgte der Jedermann, 1978 Der Rosenkavalier. Die Rappresentatione blieb bis 1973 auf dem Spielplan der Festspiele, die Jedermann-Ausstattung war alljährlich bis 1989 zu sehen. Insgesamt statteten er und sein Lebenspartner über 100 Opern, Theaterstücke und Ballets mit Kostümen aus, bzw. waren für deren Ausstattungen verantwortlich.
Moore betätigte sich auch als Autor, so schrieb er einen Roman über Spionage und Terror – From the Agency with Love.

## Werke
- John Moore: From the Agency with Love. Synergy Books, 2004, ISBN 0-9747644-1-8.
- John Moore: John Drake-Moore. Synergy Books, 2004, ISBN 0-9747644-2-6. (Malereien)